# Кубок Італії з футболу 2014—2015
Кубок Італії з футболу 2014–2015 — 68-й розіграш кубкового футбольного турніру в Італії. Титул здобув Ювентус.

## Клуби учасники

### Серія A (20 команд)
| - Аталанта - Верона - Емполі - Дженоа - Інтернаціонале | - Кальярі - К'єво - Лаціо - Мілан - Наполі | - Палермо - Парма - Рома - Сампдорія - Сассуоло | - Торіно - Удінезе - Фіорентіна - Чезена - Ювентус |

### Серія B (22 команд)
| - Авелліно - Барі - Болонья - Брешія - Варезе - Віртус Ентелла | - Віртус Ланчано - Віченца - Карпі - Катанія - Кротоне - Латина | - Ліворно - Модена - Перуджа - Пескара - Про Верчеллі - Спеція | - Тернана - Трапані - Фрозіноне - Читтаделла |

### Лега Про Пріма Дівізіоне (27 команд)
| - Алессандрія - Альбінолеффе - Бассано Віртус - Беневенто - Венеція - Зюйдтіроль - Касертано | - Катандзаро - Козенца - Комо - Кремонезе - Л'Аквіла - Лечче - Мессіна | - Монца - Новара - Піза - Понтедера - Прато - Реджина - Ренате | - Савоне - Салернітана - Сантарканджело - Терамо - Феральпісало - Юве Стабія |

### Серія D (9 команд)
| - Альтовічентіно - Аркагас - Корреджезе | - Мателіка - Ольджинатезе - РапаллоБольяско | - Таранто - Террачина - Фоліньйо |

## Перший раунд
| Команда 1        | Рахунок | Команда 2           |
| ---------------- | ------- | ------------------- |
| 10 серпня 2014   |         |                     |
| Комо (3)         | 5:0     | Мателіка (4)        |
| Беневенто (3)    | 2:0     | Корреджезе (4)      |
| Зюйдтіроль (3)   | 3:2     | Терамо (3)          |
| Монца (3)        | 2:1     | Ольджинатезе (4)    |
| Реджина (3)      | 0:1     | Касертано (3)       |
| Кремонезе (3)    | 3:2     | Козенца (3)         |
| Венеція (3)      | 5:1     | Таранто (4)         |
| Альбінолеффе (3) | 0:1     | Ренате (3)          |
| Л'Аквіла (3)     | 2:1 дч  | Альтовічентіно (4)  |
| Феральпісало (3) | 1:0     | Сантарканджело (3)  |
| Віченца (2)      | 1:2     | Бассано Віртус (3)  |
| Катандзаро (3)   | 2:0     | Аркагас (4)         |
| Алессандрія (3)  | 1:0     | Салернітана (3)     |
| Піза (3)         | 4:0     | РапаллоБольяско (4) |
| Савоне (3)       | 6:0     | Террачина (4)       |
| Понтедера (3)    | 3:1     | Мессіна (3)         |
| Юве Стабія (3)   | 1:0     | Прато (3)           |
| Лечче (3)        | 5:0     | Фоліньйо (4)        |

## Другий раунд
| Команда 1          | Рахунок         | Команда 2          |
| ------------------ | --------------- | ------------------ |
| 16 серпня 2014     |                 |                    |
| Читтаделла (2)     | 2:1             | Понтедера (3)      |
| Віртус Ентелла (2) | 2:2 дч пен. 5:4 | Беневенто (3)      |
| Модена (2)         | 0:0 дч пен. 3:2 | Монца (3)          |
| Спеція (2)         | 1:0             | Лечче (3)          |
| 17 серпня 2014     |                 |                    |
| Ліворно (2)        | 2:4             | Бассано Віртус (3) |
| Авелліно (2)       | 2:0             | Венеція (3)        |
| Піза (3)           | 4:0             | Карпі (2)          |
| Пескара (3)        | 1:1 дч пен. 5:4 | Ренате (3)         |
| Тернана (2)        | 2:1             | Катандзаро (3)     |
| Варезе (2)         | 3:2             | Юве Стабія (3)     |
| Віртус Ланчано (2) | 1:0             | Алессандрія (3)    |
| Катанія (2)        | 1:0             | Зюйдтіроль (3)     |
| Брешія (2)         | 2:1             | Про Верчеллі (2)   |
| Латина (2)         | 1:1 дч пен. 4:3 | Новара (3)         |
| Кротоне (2)        | 0:0 дч пен. 3:4 | Касертано (3)      |
| Фрозіноне (2)      | 0:0 дч пен. 1:3 | Комо (3)           |
| Перуджа (2)        | 2:0             | Феральпісало (3)   |
| Трапані (2)        | 1:2             | Кремонезе (3)      |
| Болонья (2)        | 1:2 дч          | Л'Аквіла (3)       |
| Барі (2)           | 2:1             | Савоне (3)         |

## Третій раунд
| Команда 1          | Рахунок | Команда 2          |
| ------------------ | ------- | ------------------ |
| 21 серпня 2014     |         |                    |
| Сассуоло           | 4:1     | Читтаделла (2)     |
| 22 серпня 2014     |         |                    |
| Пескара (3)        | 1:0     | К'єво              |
| 23 серпня 2014     |         |                    |
| Аталанта           | 2:0     | Піза (3)           |
| Варезе (2)         | 1:0     | Віртус Ентелла (2) |
| Палермо            | 0:3     | Модена (2)         |
| Перуджа (2)        | 2:1 дч  | Спеція (2)         |
| Барі (2)           | 1:2     | Авелліно (2)       |
| Кальярі            | 2:0     | Катанія (2)        |
| 24 серпня 2014     |         |                    |
| Віртус Ланчано (2) | 0:1     | Дженоа             |
| Брешія (2)         | 1:0     | Латина (2)         |
| Верона             | 3:0     | Кремонезе (3)      |
| Лаціо              | 7:0     | Бассано Віртус (3) |
| Чезена             | 1:0     | Касертано (3)      |
| Емполі             | 3:0     | Л'Аквіла (3)       |
| Сампдорія          | 4:1     | Комо (3)           |
| Удінезе            | 2:1     | Тернана (2)        |

## Четвертий раунд
| Команда 1     | Рахунок         | Команда 2    |
| ------------- | --------------- | ------------ |
| 2 грудня 2014 |                 |              |
| Лаціо         | 3:0             | Варезе (2)   |
| Сассуоло      | 1:0             | Пескара (3)  |
| Верона        | 1:0             | Перуджа (2)  |
| 3 грудня 2014 |                 |              |
| Аталанта      | 2:0             | Авелліно (2) |
| Емполі        | 2:0             | Дженоа       |
| Удінезе       | 4:2 дч          | Чезена       |
| 4 грудня 2014 |                 |              |
| Кальярі       | 4:4 дч пен. 5:4 | Модена (2)   |
| Сампдорія     | 2:0             | Брешія (2)   |

## 1/8 фіналу
| Команда 1      | Рахунок         | Команда 2 |
| -------------- | --------------- | --------- |
| 13 січня 2015  |                 |           |
| Мілан          | 2:1             | Сассуоло  |
| 14 січня 2015  |                 |           |
| Парма          | 2:1             | Кальярі   |
| Торіно         | 1:3             | Лаціо     |
| 15 січня 2015  |                 |           |
| Ювентус        | 6:1             | Верона    |
| 20 січня 2015  |                 |           |
| Рома           | 2:1 дч          | Емполі    |
| 21 січня 2015  |                 |           |
| Фіорентіна     | 3:1             | Аталанта  |
| Інтернаціонале | 2:0             | Сампдорія |
| 22 січня 2015  |                 |           |
| Наполі         | 2:2 дч пен. 5:4 | Удінезе   |

## 1/4 фіналу
| Команда 1     | Рахунок | Команда 2      |
| ------------- | ------- | -------------- |
| 27 січня 2015 |         |                |
| Мілан         | 0:1     | Лаціо          |
| 28 січня 2015 |         |                |
| Парма         | 0:1     | Ювентус        |
| 3 лютого 2015 |         |                |
| Рома          | 0:2     | Фіорентіна     |
| 4 лютого 2015 |         |                |
| Наполі        | 1:0     | Інтернаціонале |

## 1/2 фіналу
| Команда 1               | Заг. | Команда 2  | 1-й матч | 2-й матч |
| ----------------------- | ---- | ---------- | -------- | -------- |
| 4 березня/8 квітня 2015 |      |            |          |          |
| Лаціо                   | 2:1  | Наполі     | 1:1      | 1:0      |
| 5 березня/7 квітня 2015 |      |            |          |          |
| Ювентус                 | 4:2  | Фіорентіна | 1:2      | 3:0      |

## Фінал
| 20 травня 2015 20:45 (CET) |

| Ювентус                | 2:1 дч   | Лаціо   |
| ---------------------- | -------- | ------- |
| К'єлліні 11' Матрі 97' | Протокол | Раду 4' |

| Олімпійський стадіон, Рим Глядачів: 60 000 Арбітр: Даніель Орсато |